# Отряды женской самообороны
Отряды женской самообороны (курд. Yekîneyên Parastina Jin — YPJ) — народное ополчение в Сирийском Курдистане, основанное в 2012 году как женская ветвь YPG (Yekîneyên Parastina Gel, Отряды народной самообороны). YPJ и YPG — вооружённое крыло курдской коалиции (во главе с левой партией Демократический союз, входящей в Высший курдский совет), которая фактически контролирует большую часть Сирийского Курдистана (Рожава).
YPJ и YPG — участники гражданской войны в Сирии (с 2011 года), обороняющие заселённые курдами территории. Основным их противником является Исламское государство, занимающее территории к югу от них. На конец 2014 года YPJ насчитывала 7—10 тысяч бойцов в возрасте от 18 до 40 лет.
Отряды женской самообороны сыграли важную роль в спасении тысяч езидов в горах Синджар, оказавшихся под угрозой уничтожения Исламским государством в августе 2014 года. YPJ принимали активное участие в боях за Кобани.
Отряды женской самообороны привлекают к себе внимание как пример сильного женского движения в регионе, где роль женщины в обществе традиционно сильно ограничена.

## Галерея фотографий

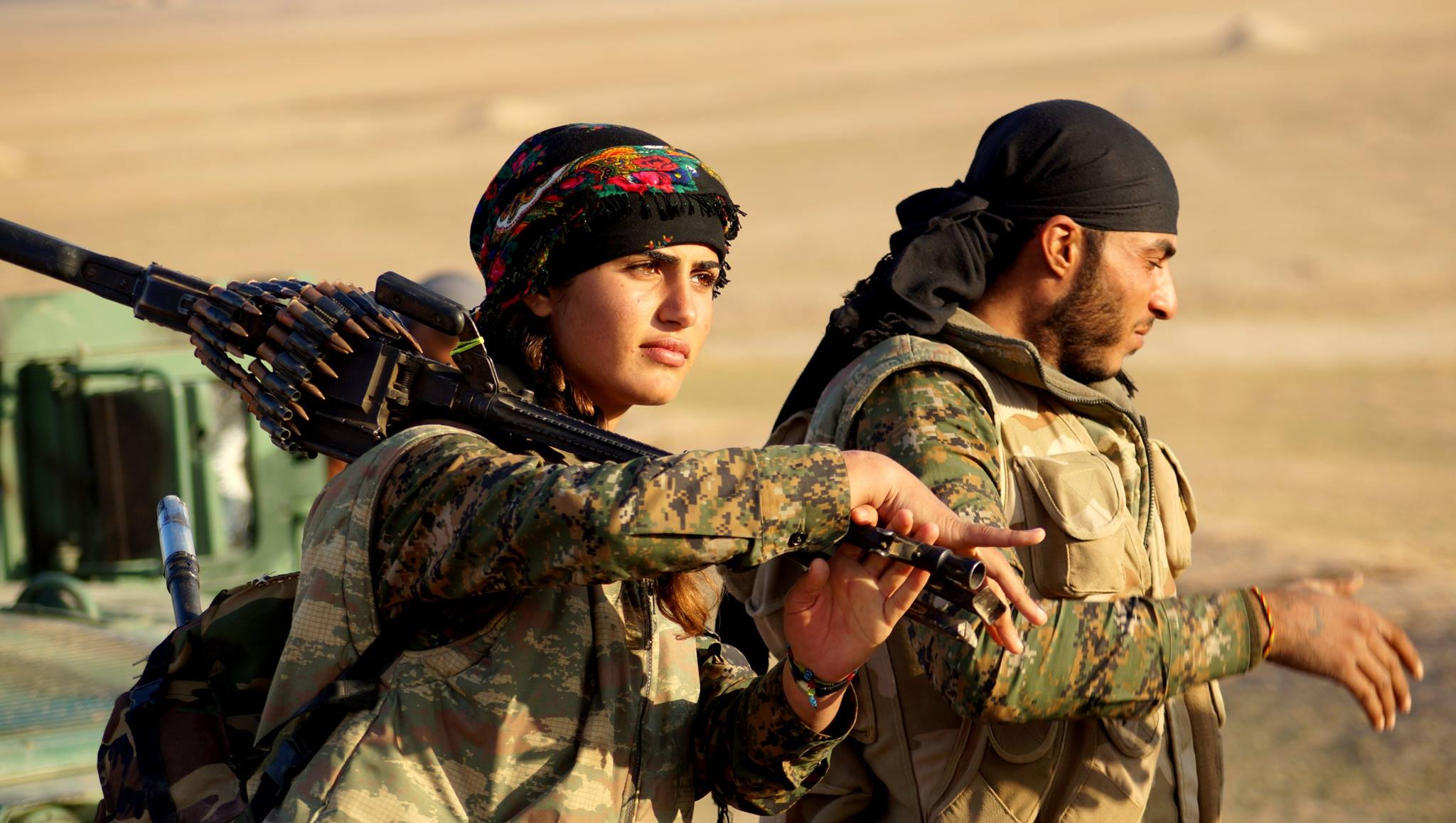
Асия Рамазан Антар
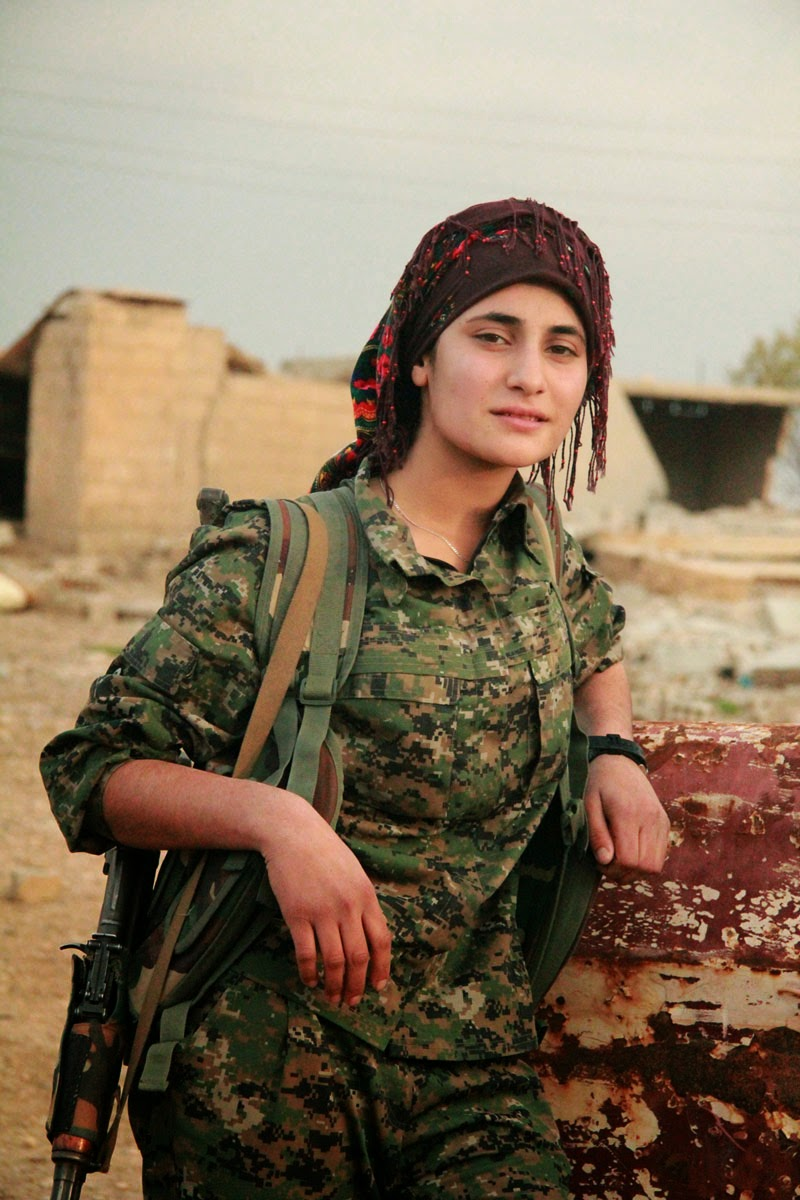
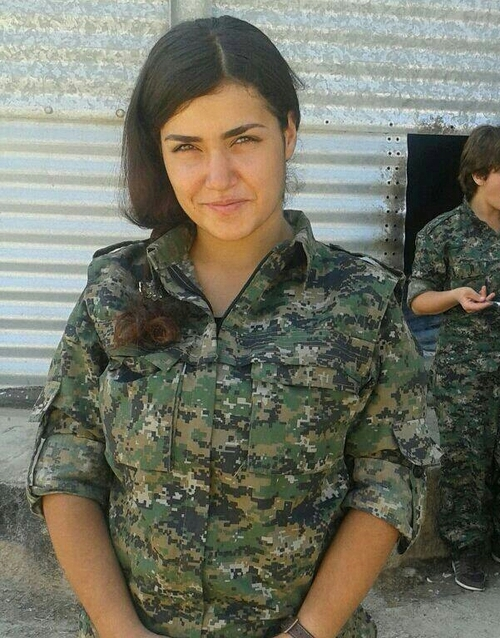
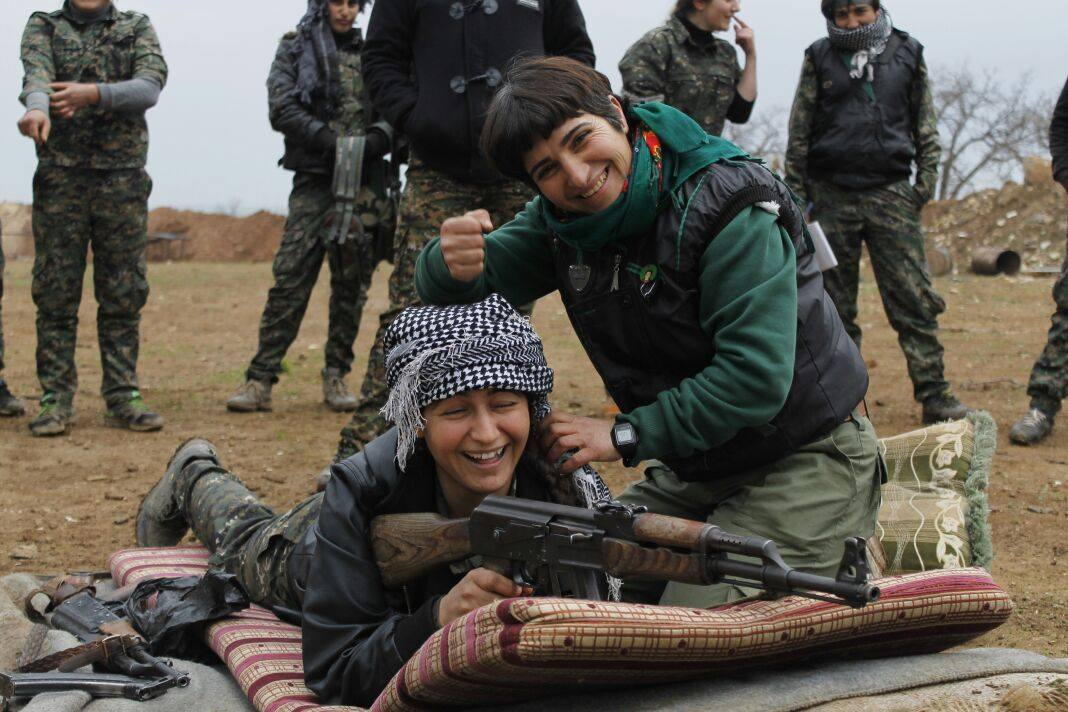
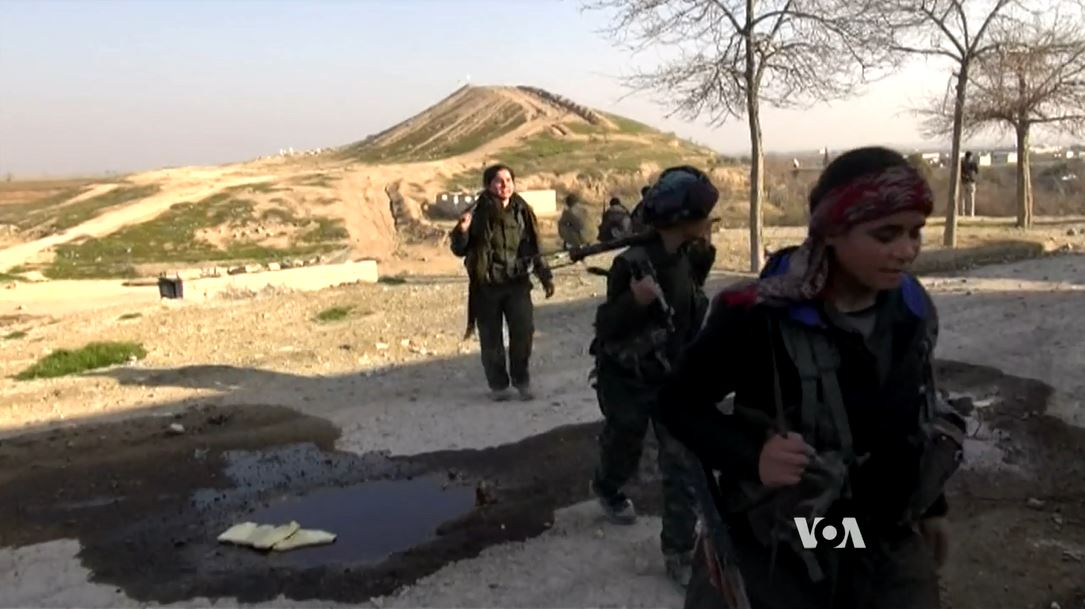
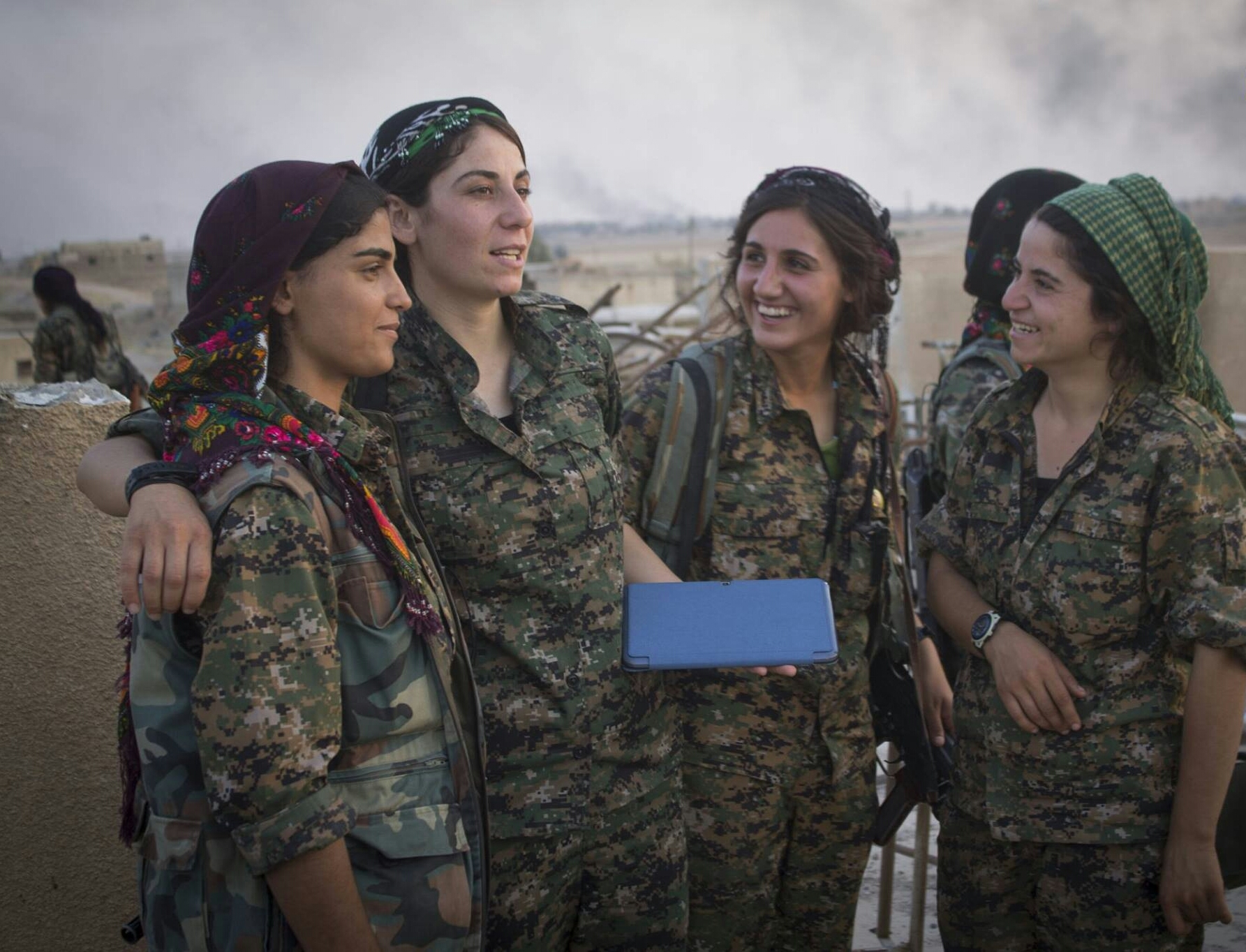
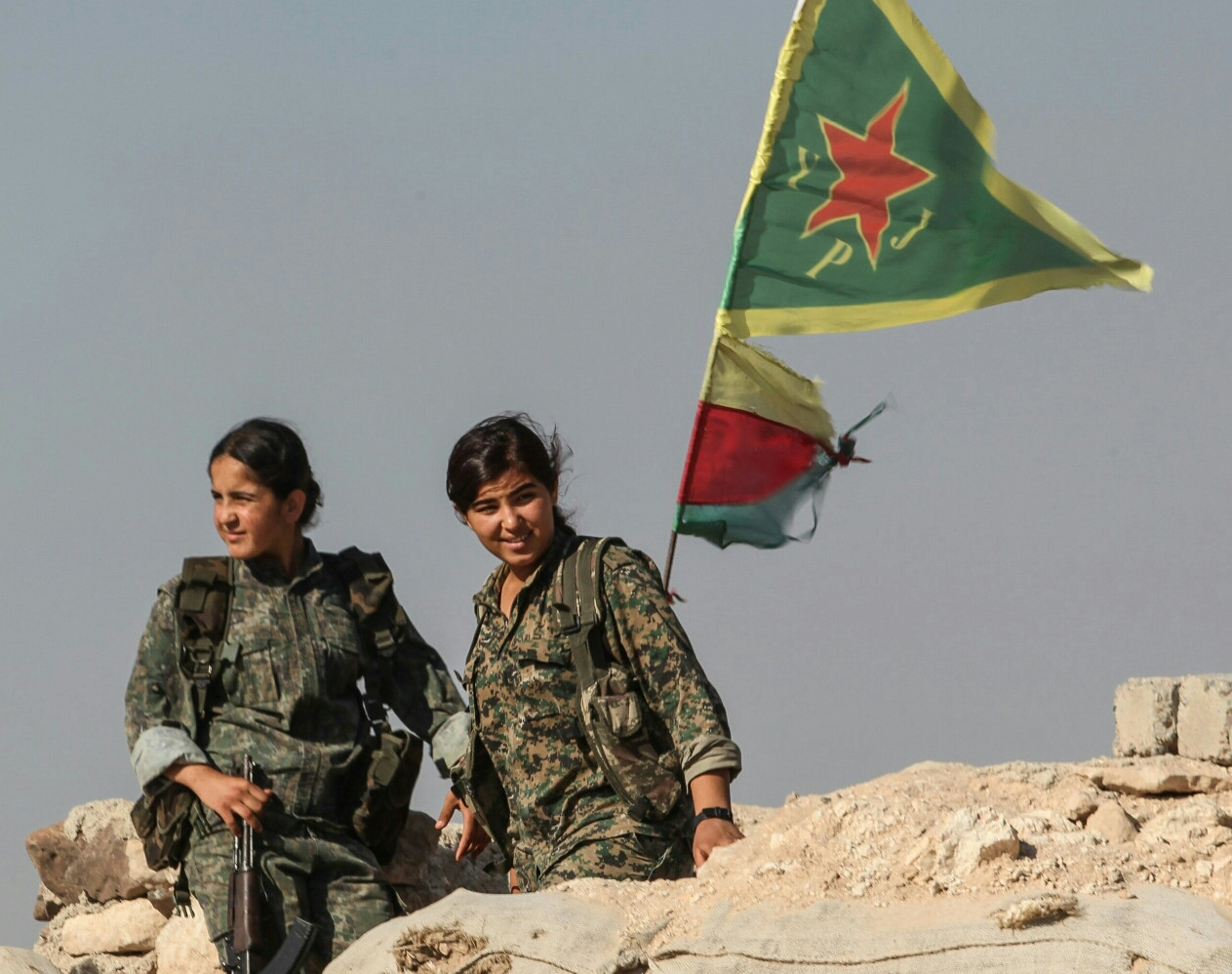